# Instituto de Matemáticas y sus Aplicaciones
El Instituto de Matemáticas y sus Aplicaciones (IMA) es una asociación profesional británica para matemáticos y una de las dos sociedades científicas matemáticas del país, junto con la Sociedad Matemática de Londres.
El IMA tiene como objetivos avanzar en el desarrollo de las matemáticas y sus aplicaciones, promover y mejorar la investigación en el campo y establecer y mantener estándares elevados de conducta profesional entre sus miembros.